# 保亭耳草
保亭耳草（学名：Hedyotis baotingensis）为茜草科耳草属下的一个种。

## 扩展阅读
維基物種上的相關：保亭耳草